# Pedro Bofill Abeilhe
Pedro Bofill Abeilhe (ur. 17 września 1946 w Alcazarquivir) – hiszpański polityk, politolog i nauczyciel akademicki, poseł do Kongresu Deputowanych, poseł do Parlamentu Europejskiego III kadencji.

## Życiorys
Urodził się na terenie ówczesnego  Maroka Hiszpańskiego. Ukończył nauki ekonomiczne i politologiczne na Uniwersytecie Complutense w Madrycie. Został później nauczycielem akademickim na wydziale nauk politycznych tej uczelni, dochodząc do stanowiska profesora. Publikował prace naukowe poświęcone m.in. ustrojowi Unii Europejskiej i hiszpańskiej polityce, w tym książki Los partidos politicos en España i La ruptura regional.
Zaangażował się w działalność opozycji antyfrankistowskiej, w latach 60. współtworzył związek studentów madryckiego uniwersytetu. W latach 60. dołączył do Partido Socialista del Interior. Później przeszedł do Ludowej Partii Socjalistycznej. Zasiadł we władzach tego ugrupowania, zostając sekretarzem ds. relacji z innymi partiami, a później sekretarzem ds. informacji i propagandy. W 1978 Ludowa Partia Socjalistyczna weszła w skład Hiszpańskiej Socjalistycznej Partii Robotniczej. Pedro Bofill Abilhe działał w niej jako członek władz krajowych, w tym jako sekretarz ds. informacji i propagandy oraz redaktor partyjnej gazety.
W 1979 po raz pierwszy wybrano go do Kongresu Deputowanych w okręgu Teruel, w 1982 i 1986 uzyskiwał reelekcję. W niższej izbie parlamentu był m.in. wiceprzewodniczącym komisji obrony i członkiem komisji śledczej. W 1989 uzyskał mandat posła do Parlamentu Europejskiego. Przystąpił do Partii Europejskich Socjalistów, był m.in. wiceprzewodniczącym Delegacji ds. stosunków z Węgrami (1989–1992), a także członkiem Komisji Gospodarczych i Walutowych oraz Polityki Przemysłowej. W Europarlamencie zasiadał do 1994. W 1995 został delegatem rządowym w Kantabrii. Później dołączył do Rady Gospodarczej i Społecznej. W 2015 objął funkcję przewodniczącego klubu przyjaciół Maroka w Hiszpanii (Club de Amigos de Marruecos en España).
Żonaty, ma dwoje dzieci.